# میدان رادکلیف
میدان رادکلیف (انگلیسی: Radcliffe Square)میدانی در مرکز آکسفورد، در انگلستان است. اطراف میدان رادکلیف توسط ساختمان‌های دانشگاهی و کالج‌های تاریخی آکسفورد احاطه شده‌است. میدان سنگفرش شده‌است، این میدان به افتخار جان رادکلیف، دانشجوی دانشگاه که دکتر شاه شد، ثروت زیادی به دست آورد و میراث قابل توجهی برای دانشگاه و کالج خود (کالج دانشگاه) باقی گذاشته‌است، نامگذاری شده‌است. در ضلع جنوبی میدان، کلیسای دانشگاهی مریم باکره با گلدسته بلندش قرار دارد. این کلیسا، کلیسای رسمی دانشگاه آکسفورد است و جایی است که شهدای آکسفورد به دلیل بدعت محاکمه شدند. این میدان به عنوان زیباترین میدان آکسفورد در نظر گرفته می‌شود و در بین گردشگران بسیار محبوب است. هیچ ساختمان مدرنی اطراف آن وجود ندارد، فلذا محیط مناسبی برای قیلم‌های تاریخی است.

## نگارخانه

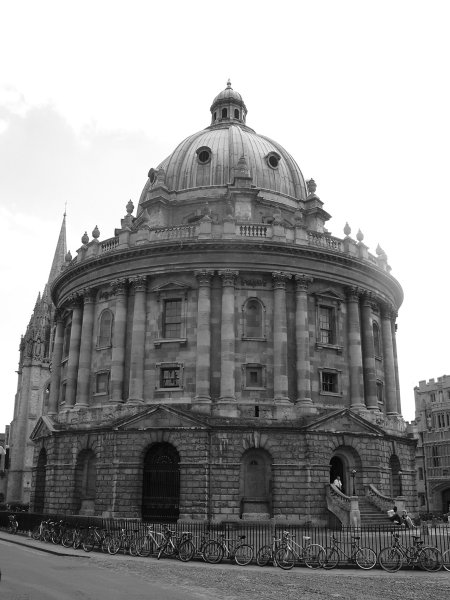
دوربین رادکلیف در میدان رادکلیف، با گلدسته کلیسای سنت مری ذر پشت سر
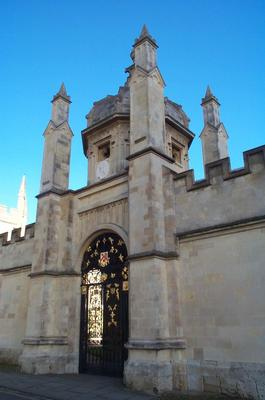
دروازه نرده‌ای کالج آل سولز در میدان رادکلیف.
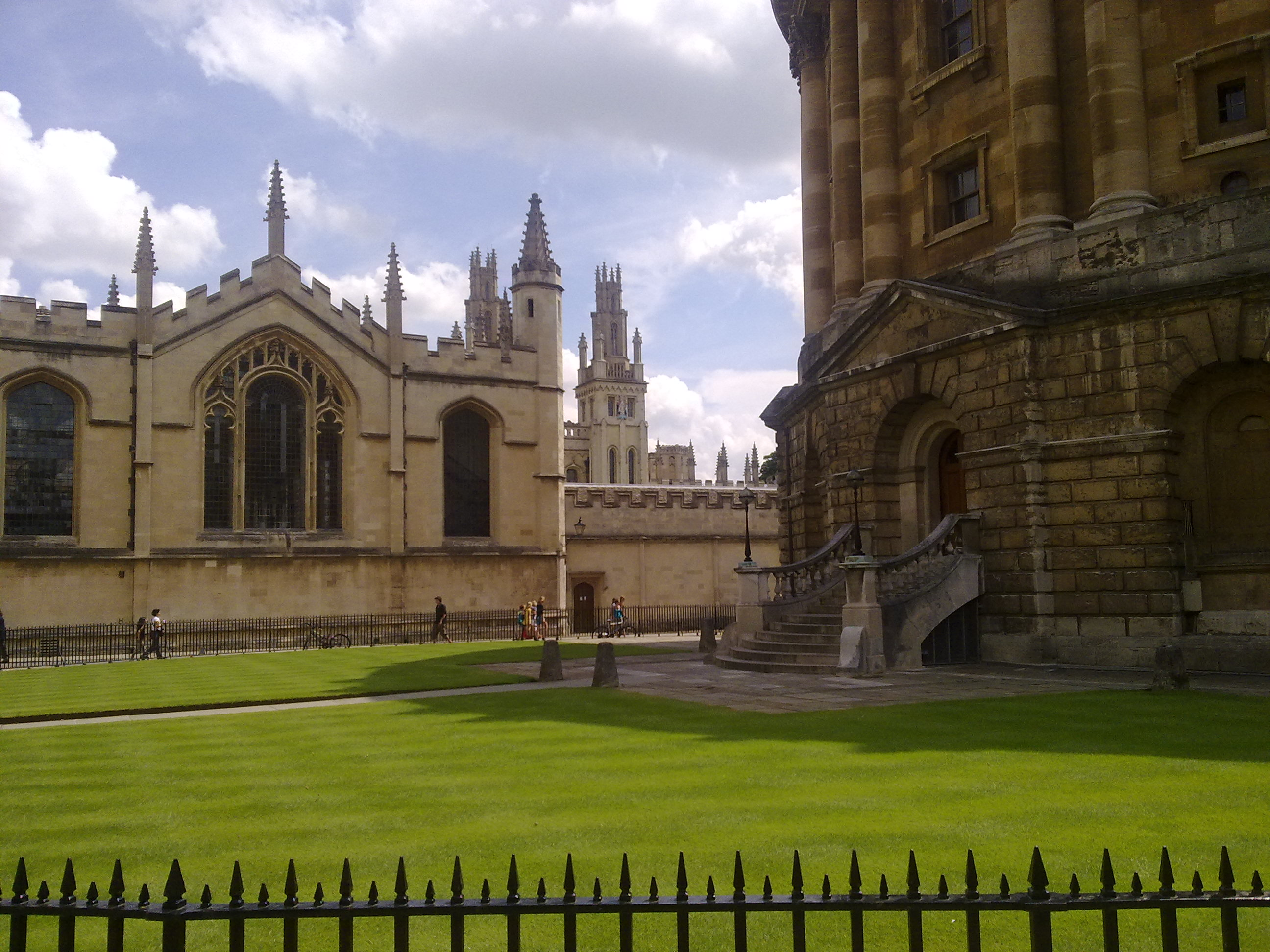
سمت شرقی میانه میدان رادکلیف، به سمت کالج آل سولز.
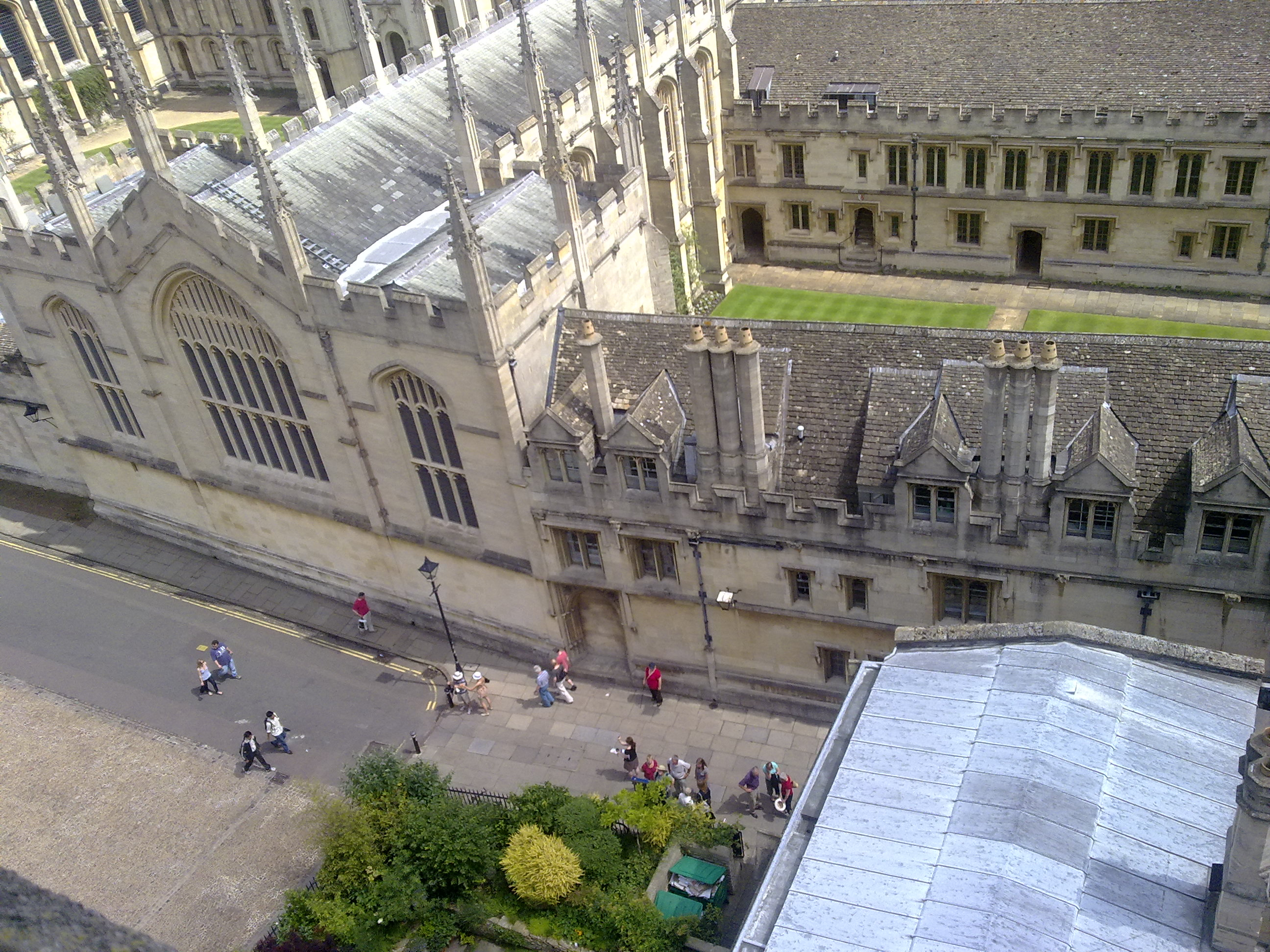
گوشه جنوب شرقی میدان رادکلیف، همانطور که از سنت مری مشاهده می شود، با کالج آل سولز در بالای تصویر
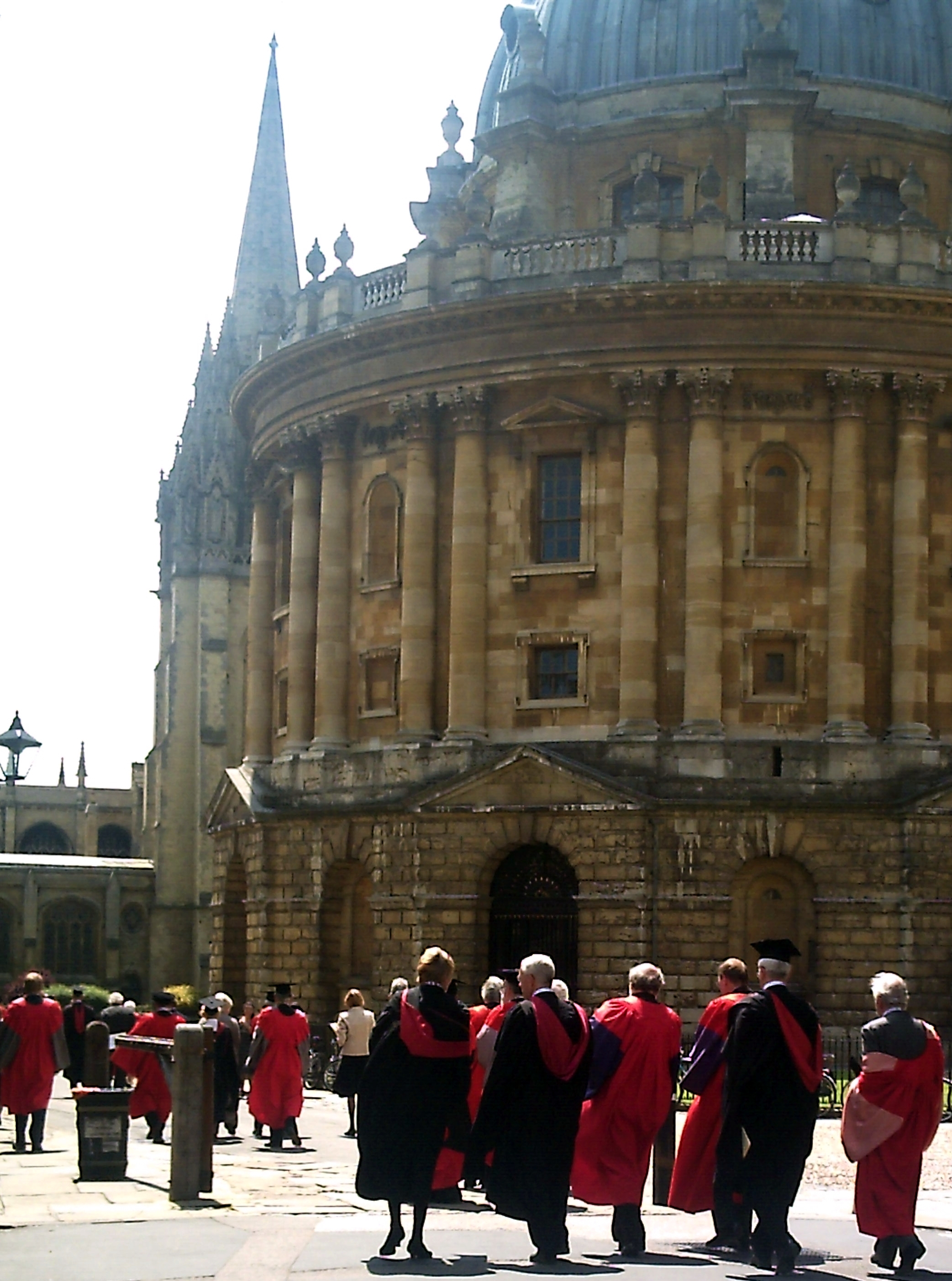
میدان رادکلیف در سال ۲۰۰۹.